# Bulbophyllum scrobiculilabre
Bulbophyllum scrobiculilabre är en orkidéart som beskrevs av Johannes Jacobus Smith. Bulbophyllum scrobiculilabre ingår i släktet Bulbophyllum och familjen orkidéer. Inga underarter finns listade i Catalogue of Life.